# Ludwik Bittner

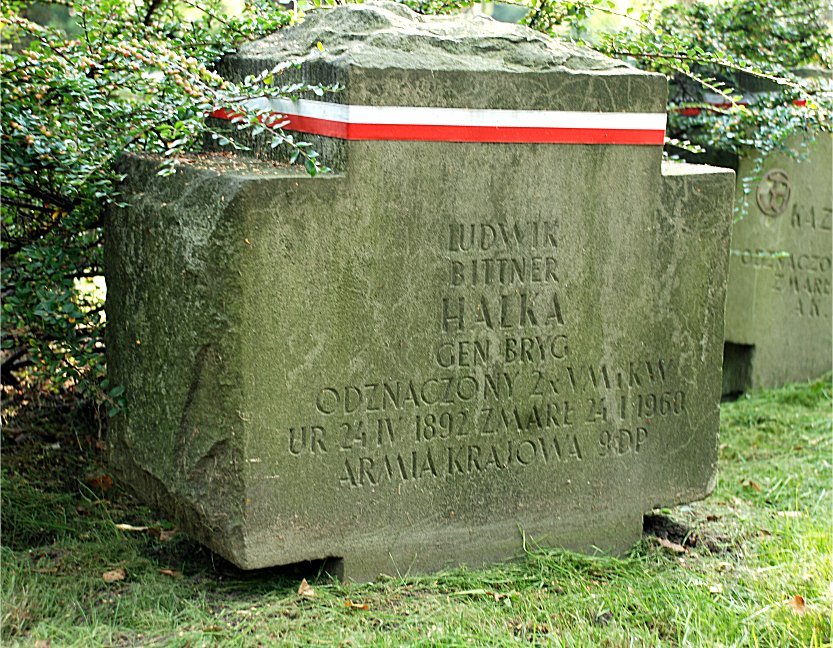
Mogiła na Powązkach

Ludwik Bittner, ps. „Baza”, „Dunio”, „Halka”, „Rot”, „Tarnowski” (ur. 24 kwietnia 1892 w Stanisławowie, zm. 24 stycznia 1960 w Warszawie) – generał brygady Wojska Polskiego, komendant Okręgu Lublin Armii Krajowej (1941–1943), w czasie akcji „Burza” dowódca 9 Podlaskiej Dywizji Piechoty AK. Po 1957 działacz ZBoWiD.

## Życiorys
Był synem Ludwika Jana, pracownika kolei, i Marii z Drozdowskich. Uczył się w szkole realnej we Lwowie i Stanisławowie, gdzie w 1911 otrzymał świadectwo dojrzałości. W latach 1911–1914 studiował malarstwo w Akademii Sztuk Pięknych w Krakowie. Od 1914 studiował również filozofię na Uniwersytecie Jagiellońskim.
Od 1911 w Związku Walki Czynnej, od 1912 w Związku Strzeleckim. Od sierpnia 1914 do lipca 1917 pełnił służbę w Legionach Polskich. Był oficerem 2 pułku piechoty. Od 1917 w Polskiej Sile Zbrojnej.
Od grudnia 1918 był dowódcą batalionu zapasowego 34 pułku piechoty. Od czerwca do sierpnia 1920 kierował Sekcją Piechoty w Departamencie I Broni Głównych i Wojsk Taborowych Ministerstwa Spraw Wojskowych. W sierpniu 1920 objął dowództwo 34 pułku piechoty w Białej Podlaskiej. 16 marca 1927 został mianowany pułkownikiem ze starszeństwem z 1 stycznia 1927 i 20. lokatą w korpusie oficerów piechoty. 24 maja 1930 został mianowany dowódcą piechoty dywizyjnej 5 Dywizji Piechoty we Lwowie. W listopadzie 1938 mianowany został II zastępcą dowódcy Korpusu Ochrony Pogranicza, gen. bryg. Jana Kruszewskiego, a 31 sierpnia 1939 zastępcą dowódcy KOP, gen. bryg. Wilhelma Orlik-Rückemanna. Po agresji ZSRR na Polskę został 17 września zastępcą dowódcy Zgrupowania KOP gen. Wilhelma Orlik-Rückemanna, które walczyło z Armią Czerwoną pod Szackiem i Wytycznem. 1 października po rozwiązaniu zgrupowania wszedł do kierownictwa konspiracyjnej organizacji „Tajny KOP”.
Od października 1939 w Służbie Zwycięstwu Polski, następnie w ZWZ i Armii Krajowej, m.in. 1941–1943 komendant Okręgu Lublin AK. Naczelny Wódz mianował go generałem brygady ze starszeństwem z 20 marca 1943 w korpusie generałów. Był m.in. pełnomocnikiem ds. scalenia Batalionów Chłopskich z Armią Krajową. W okresie akcji „Burza” dowódca 9 Podlaskiej Dywizji Piechoty AK. Wraz z oddziałami Armii Czerwonej jego dywizja wyzwoliła Białą Podlaską, Międzyrzec i Łuków.
14 sierpnia 1944 został aresztowany przez NKWD i osadzony w obozie na Majdanku, a następnie w obozie NKWD w Rembertowie skąd został wywieziony do Charkowa. W styczniu 1946 skierowany do obozu NKWD nr 178 w Diagilewie. Uczestniczył w głodówce protestacyjnej przeciwko bezprawnemu przetrzymywaniu obywateli polskich w ZSRR. Następnie przebywał w łagrze Skupina pod Moskwą, skąd zwolniono go w listopadzie 1947. Po powrocie do kraju zamieszkał w Warszawie. Został dozorcą w Biurze Odbudowy Stolicy. W 1957 przeszedł na emeryturę.
W listopadzie 1957 został wiceprzewodniczącym Głównej Komisji Weryfikacyjnej ZBoWiD, a we wrześniu 1959 wiceprezesem Rady Naczelnej ZBoWiD.
Pochowany na Cmentarzu Wojskowym na Powązkach w Warszawie (kwatera A 24-11-16).

## Rodzina
Żonaty z Anielą Haliną z Rychłowskich. Ich syn Sławomir Maciej Bittner, ps. Maciek, żołnierz II Odcinka „Wachlarza”, został najprawdopodobniej rozstrzelany 28 lutego 1944 w ruinach getta warszawskiego.

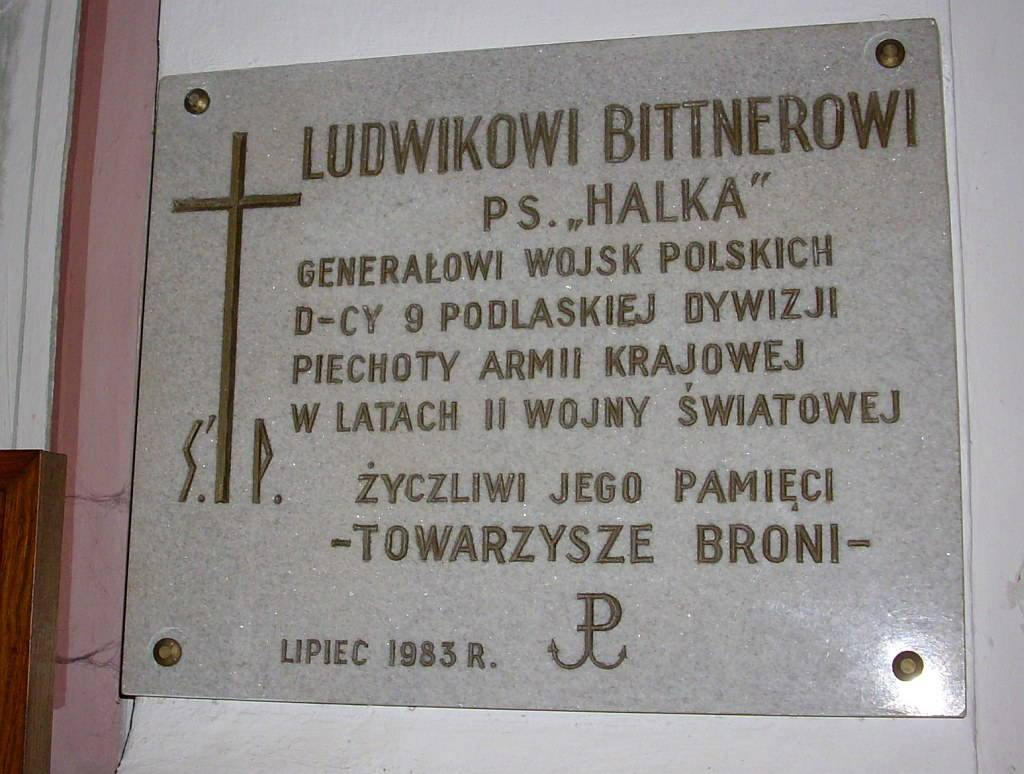
Tablica w Leśnej Podlaskiej

## Ordery i odznaczenia
- Krzyż Złoty Orderu Wojennego Virtuti Militari nr 156
- Krzyż Srebrny Orderu Wojskowego Virtuti Militari nr 5915 (17 maja 1922)[8]
- Krzyż Oficerski Orderu Odrodzenia Polski (8 listopada 1930)[9]
- Krzyż Niepodległości (6 czerwca 1931)[10]
- Krzyż Walecznych
- Złoty Krzyż Zasługi (10 listopada 1928)[11]